# Haut-Katanga

Haut-Katangas läge i Kongo-Kinshasa.

Haut-Katanga ("övre Katanga") är en provins i Kongo-Kinshasa, som bildades ur den tidigare provinsen Katanga enligt planer i den nya konstitutionen 2006, genomförda 2015. Huvudstad är Lubumbashi och officiellt språk swahili. Provinsen har omkring 4 miljoner invånare.
Haut-Katanga var en självständig provins också mellan 1963 och 1966, då som Katanga Oriental, innan den gick upp i först Sud-Katanga och sedan Shaba, som senare bytte namn till Katanga.
Provinsen delas administrativt in i territorierna Kambove, Kasenga, Kipushi, Mutshatsha, Mitwaba, Pweto och Sakania. De största städerna är Lubumbashi och Likasi.